# Nonce
Em criptografia, um nonce é um número arbitrário que só pode ser usado uma vez. É basicamente uma palavra de uso único, daí o nome (N = Number (Número) e Once = Uma vez, em inglês), embora N seja de número, o processo também pode usar letras. Muitas vezes, é um número aleatório ou pseudoaleatório emitido em um protocolo de autenticação para garantir que as comunicações antigas não possam ser reutilizados em ataques de repetição. Eles podem também ser úteis como vectores de inicialização e em função hash criptográfica.